# Krigsarkivet (Finland)
Krigsarkivet i Helsingfors (på finska Sota-arkisto) är försvarsmaktens centralarkiv som grundades 1918. Krigsarkivet var från 1945 inrymt i en byggnad vid Brobergskajen (uppförd 1883-85) i Kronohagen, men flyttades på 1990-talet till Sörnäs. Den 1 januari 2008 uppgick Krigsarkivet i Riksarkivet. Nätadressen www.sota-arkisto.fi omdirigeras numera till Riksarkivets sida. 
Krigsarkivet tar emot, förvarar och sköter handlingar från de militära myndigheternas tjänstearkiv samt enligt särskilda beslut även andra allmänna och privata handlingar från det militära området. 
Krigsarkivet har hand om finska militärens arkiv från åren 1812-1907 och uppbådsbverkets handlingar från åren 1880-1905, material från finska inbördeskriget 1918, perioden mellan världskrigen, andra världskriget och tiden efter kriget.
En stor arkivhelhet bildas av handlingarna från krigen 1939-45, som omfattar bl.a. Högkvarterets, truppslagsstabernas, armékårernas och divisionsstabernas arkiv samt inemot 25 000 krigsdagböcker. I Krigsarkivet förvaras även skyddskårsorganisationens, Lotta Svärd-organisationens, Jägarförbundets och Finlands vapenbrödraförbunds arkiv samt olika privatpersoners arkiv och handlingar rörande de så kallade frändefolkskrigen. Samlingarna omfattar i dag omkring 45 hyllkilometer.